# Bröderna Östermans huskors (film, 1945)
Bröderna Östermans huskors är en svensk komedifilm från 1945 i regi av Ivar Johansson. I huvudrollerna ses Adolf Jahr, Emy Hagman, Artur Rolén och John Elfström.

## Om filmen
Filmen premiärvisades den 20 september 1945 på Konserthusbiografen i Karlskrona. Inspelningen skedde i Imagoateljéerna i Stocksund med exteriörer från Djurgården, Årstaviken samt Österåker av Erik Blomberg. Stockholmspremiär på biograf Astoria vid Nybrogatan den 15 december 1945.
Bröderna Östermans huskors har visats vid ett flertal tillfällen i SVT. Som förlaga till filmen har man Oscar Wennerstens pjäs Bröderna Östermans huskors som uruppfördes på Folkets hus teater i Stockholm 1913. 
Pjäsen har varit förlaga till ytterligare fyra filmer, två i Sverige och två i Danmark. De svenska filmerna har samma titel medan John Iversen och Ole Berggreens film från 1943 fick titeln En Pige uden Lige och Lau Lauritzens film från 1967 gavs titeln Mig og min Lillebror

## Rollista i urval
- Emy Hagman – Anna Söderberg, hushållerska
- Adolf Jahr – Kalle Österman
- Artur Rolén – Lasse Österman
- John Elfström – Nisse Österman
- Julia Cæsar – Helena Vestman, bröderna Östermans syster
- Arthur Fischer – Janne Vestman, hennes man
- Sigge Fischer – fjärdingsman Vestman, Jannes bror
- Agda Helin – fru Storckenbrandt
- Eric Gustafsson – disponent Elof Storckenbrandt, hennes man
- Nils Kihlberg – Axel Olsson, sjöman, fjärdingsmans oäkta son
- Aurore Palmgren – Stina Olsson, Axels mor
- Solveig Wedin – Ella Vestman, Helenas och Jannes dotter, Axels fästmö
- John Botvid – kamrer på kommissionskontor
- David Erikson – Grandell, jurist
- Quarl Hagman – bankkassör
- Greta Liming – flicka på kommissionskontor
- Lisbeth Hedendahl – flicka på kommissionskontor
- Birger Åsander – Annas fästman

## Musik i filmen
- Skepparvalsen, kompositör Carl Nelson, instrumental.
- Sommarvals, kompositör Sune Waldimir, instrumental.
- Koster-Valsen, kompositör David Hellström, text Göran Svenning, instrumental.
- Die Gigerlkönigin (Fröken Chic), kompositör och text Paul Lincke, svensk text Ernst Högman, instrumental.
- Tess lörda'n (I bugande böljor går rågfält å vete), kompositör Gunnar Richnau, text Jeremias i Tröstlösa, instrumental.
- Mandom, mod och morske män, text Richard Dybeck, instrumental.
- Stille Nacht, heilige Nacht! (Stilla natt, heliga natt!), kompositör Franz Gruber, text Joseph Mohr, svensk text 1915 Oscar Mannström, instrumental.
- Nu ha vi ljus här i vårt hus (Julpolska), kompositör Johanna Ölander, text Rafaël Herzberg, instrumental.
- Min egen lilla sommarvals (Nu är det sommar, nu är det sol), kompositör och text Axel Engdahl, instrumental.
- Joachim uti Babylon, kompositör och text Carl Michael Bellman, instrumental.
- Köss-Valsen, kompositör David Hellström, text Göran Svenning, instrumental.
- Ölandstöser, kompositör Otto Hultner, instrumental.
- En sjöman älskar havets våg, svensk text 1875 Ossian Limborg, instrumental.
- Bohuslänska Sjömansvalsen, kompositör David Hellström, text Göran Svenning, instrumental.

## DVD
Filmen gavs ut på DVD 2014.  